# Tulipa albanica
Tulipa albanica is een bloemplant uit het tulpengeslacht (familie Liliaceae) die inheems is in Albanië. De soort werd ontdekt in 2010 bij het dorpje Surroj in de omgeving van Kukës. De plantensoort is bedreigd door de mijnbouwactiviteiten in de regio waar deze groeit. 
Verwante soorten zijn Tulipa scardica en Tulipa schrenkii. T. albanica lijkt morfologisch en ecologisch op deze beide soorten maar wijkt genetisch af en heeft iets andere bladeren.